# Тарасевич, Всеволод Сергеевич
Всеволод Сергеевич Тарасевич (24 ноября 1919, Скобелев, РСФСР — 1998, Москва, Россия) — советский фотожурналист. Заслуженный работник культуры РСФСР (1991).

## Биография

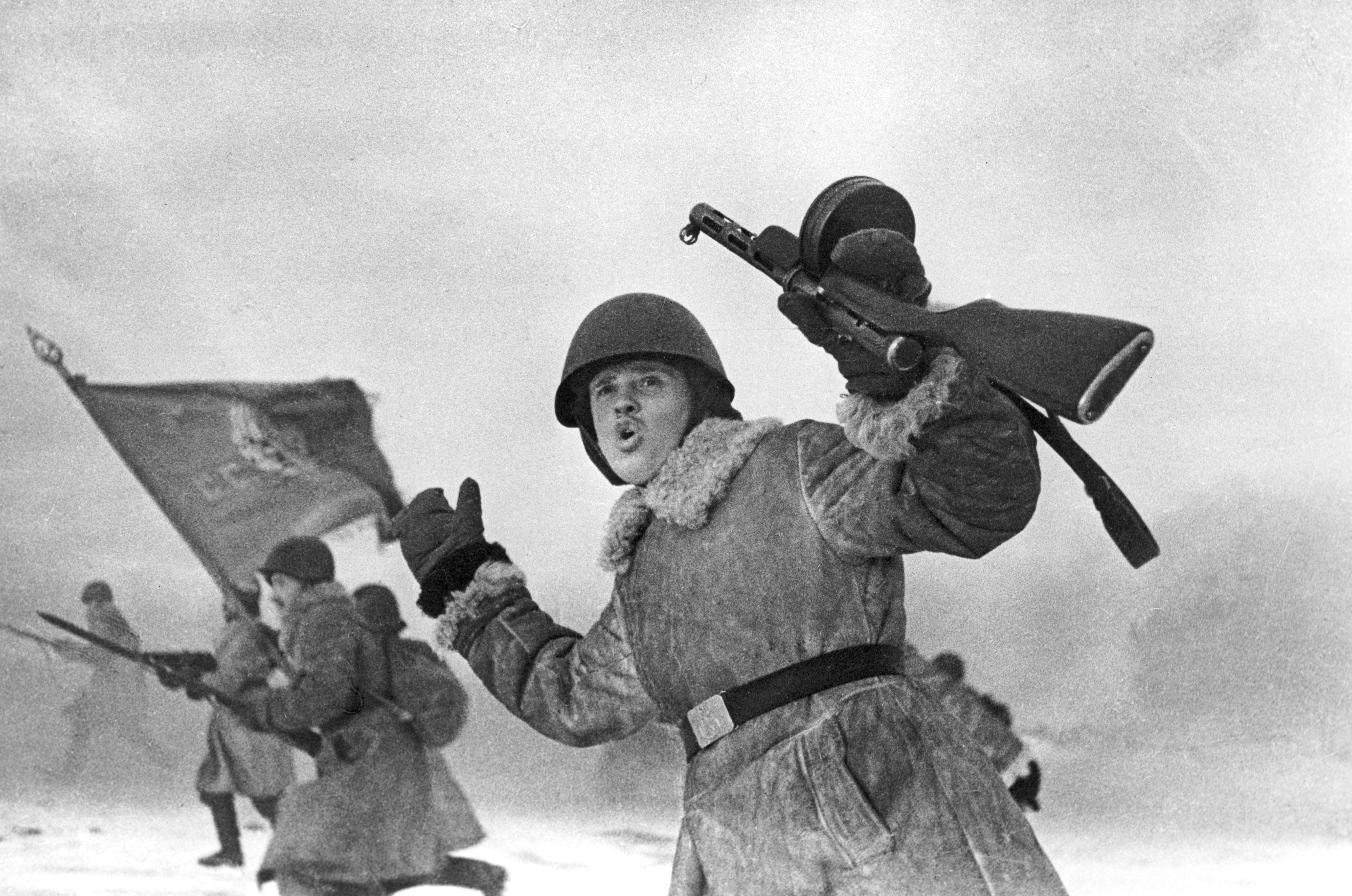
Фото Тарасевича «Защитники Ленинграда», январь 1943

Родился в Скобелеве 24 ноября 1919 года. Жил в Самарканде, 4 и 5 класс окончил в Ташкенте. В 1934 г. переехал в Ленинград.
Начал публиковать снимки в газетах «Смена» и «Ленинградская правда», ещё учась в Ленинградском электротехническом институте.
С 1940 года — фотокорреспондент ленинградского отделения фотохроники ТАСС. С начала Великой Отечественной войны — фотокорреспондент политического управления Северо-Западного, а затем Ленинградского фронтов.
Автор серии снимков «Ленинград в блокаде» (1941—1943 годов). Некоторые из них доступны на Викискладе благодаря акции РИА Новости.
- Серия выставок: «Внутреннее пространство войны. Блокада Ленинграда в фотографиях»[7];
- Выставка фронтовых фоторепортеров. Санкт-Петербург 2014[8];
- «Территория Победы. Военным фотографам посвящается». Мультимедиа арт музей, Москва 2015[9].

После окончания войны три года сотрудничал в газете «Вечерний Ленинград». После переезда в Москву — фотокорреспондент ВДНХ, агентства печати «Новости».
Один из первых советских фотографов, кто начал снимать на цвет (1954—1955 годы), работы именно этого периода попали на выставку «Первоцвет» (Фотобиеннале 2008 год).
В 1970-е был деканом факультета фотожурналистики Института журналистского мастерства при Московской организации Союза журналистов.
Наиболее известны его работы: «Дмитрий Шостакович» (1960 год), серия «Юрий Гагарин в самолёте „Ил-18“ на пути из Куйбышева в Москву» (1961 год), «Поединок» (снимок — призёр конкурса World Press Photo 1963 год), «Край земли» и другие.
Награждён медалями «За боевые заслуги», «За оборону Ленинграда».
Умер 22 марта 1998 года. Похоронен на Митинском кладбище.

## Персональные выставки
- 2013 — «Всеволод Тарасевич. Формула времени». Мультимедийный комплекс актуальных искусств, Москва[17]
- 2014 — «Всеволод Тарасевич. Эпизод 2. Ленинград». Мультимедийный комплекс актуальных искусств, Москва[18]
- 2015 — «Двенадцать мгновений войны Всеволода Тарасевича». Музей-диорама «Прорыв блокады Ленинграда»[13] Архивная копия от 28 октября 2019 на Wayback Machine
- 2018 — «Всеволод Тарасевич. Ретроспектива». Мультимедийный комплекс актуальных искусств[19]
- 2018 — «Всеволод Тарасевич. Ленинградская блокада. Город и фронт». Государственный музейно-выставочный центр РОСФОТО

## Автор книг
- «Мы — физики», Москва, Изд. Планета, 1976 год.
- «Свет Нурека» Москва, Изд. Планета 1980 год.
- «Море, люди, жизнь» Москва, Изд. Планета 1987 год[20].

## Книги с участием работ В. Тарасевича
- «Антология Советской фотографии, 1941—1945» Издательство ПЛАНЕТА, Москва 1987 год.